# HD 147513
HD 147513は、さそり座の方角にある恒星である。視等級は5.4で、ボートル・スケールでは郊外ならば肉眼でみえる明るさである。年周視差から計算すると、地球から約42光年離れている。
イタリアの天文学者ジュゼッペ・ピアッツィによって初めて星表に収録され、"XVI 55"という符号が付けられた。XVIはローマ数字の「16」で、ピアッツィの星表中で、赤経16時台の西から数えて55番目、というのが符号の意味である。

## 特徴
| 太陽 | HD 147513 |
| ---- | --------- |
| 太陽 | Exoplanet |

HD 147513は、太陽とよく似た黄色の主系列星であるが、年齢は4億年前後と考えられる若い恒星である。そのためか、質量は太陽より若干上だが、明るさは太陽と同程度である。HD 147513は、変光星ではないかとも言われている。
HD 147513は、若い恒星らしくリチウムが豊富な一方で、バリウムやs過程元素も過剰に存在する、奇妙な組成をしている。これは、約5.7分離れた位置（年周視差から実距離に換算するとおよそ4,410AU）にある白色矮星CD-38° 10980が、HD 147513と固有運動を共有する連星系を形成しており、白色矮星になる前の漸近巨星であった際に、HD 147513へ質量移動を起こしたためと考えられる。
HD 147513とCD-38° 10980は、おおぐま座運動星団の一員と考えられる。同じく運動星団の一員で、組成もHD 147513とよく似ているオリオン座χ1星とは、およそ3000万年前に四重連星系を形成していたのではないかと言われている。

## 惑星系
2003年、ジュネーブ系外惑星探索のチームが、ラ・シヤ天文台における視線速度法の観測から、HD 147513の周囲を公転する太陽系外惑星を発見した、と発表した。
| 名称 （恒星に近い順） | 質量      | 軌道長半径 （天文単位） | 公転周期 (日) | 軌道離心率  | 軌道傾斜角 | 半径 |
| --------------------- | --------- | ----------------------- | ------------- | ----------- | ---------- | ---- |
| b                     | > 1.21 MJ | 1.32                    | 528.4 ± 6.3   | 0.26 ± 0.05 | —          | —    |